# Lagunilla (estación)
Lagunilla es una de las estaciones que forman parte del Metro de la Ciudad de México, perteneciente a la Línea B. Se ubica en el centro de la Ciudad de México, en la alcaldía Cuauhtémoc.

## Información general

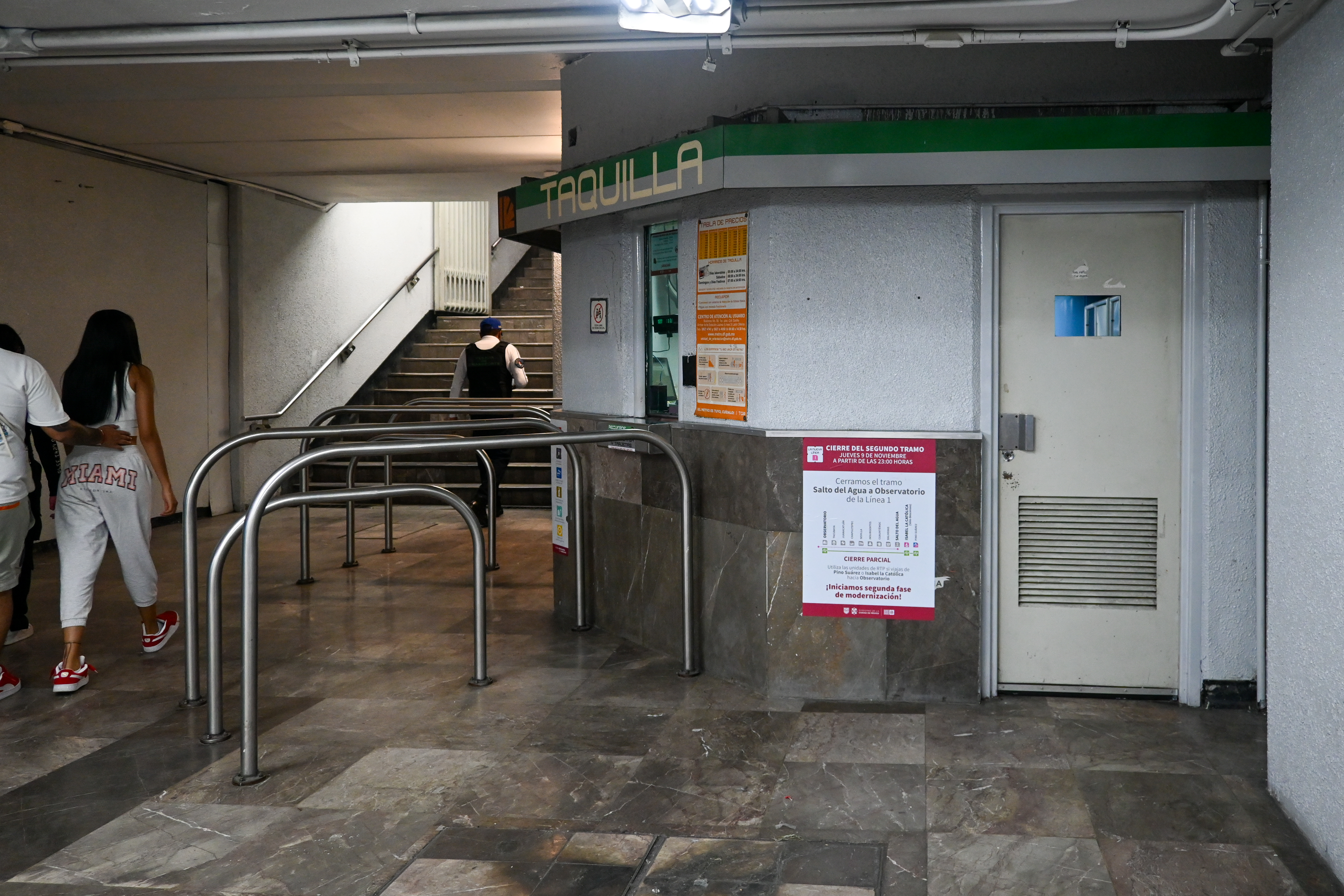
Taquillas de la estación.

Situada junto al famoso mercado de la Lagunilla, llamado así debido a que en tiempos coloniales, cuando gran parte de la Ciudad de México se encontraba rodeada por el Lago de Texcoco, en esa zona se formó una pequeña laguna o lagunilla formada por el agua del lago. Su símbolo es un pato o ganso, ya que ahí anidaban estos tipos de aves antes de la conquista.

## Afluencia
En su correspondencia con la línea B el número total de usuarios para 2014 fue de 6,017,576 usuarios, el número de usuarios promedio para el mismo año fue el siguiente:
| Tipo de día   | Afluencia promedio "Línea B" |
| ------------- | ---------------------------- |
| Día festivo   | 9,864                        |
| Día laboral   | 17,537                       |
| Fin de semana | 14,951                       |
| Anual         | 16,487                       |

Así se ha visto la afluencia de la estación en los últimos 10 años:
| Afluencia Anual de Pasajeros | Afluencia Anual de Pasajeros | Afluencia Anual de Pasajeros | Afluencia Anual de Pasajeros | Afluencia Anual de Pasajeros | Afluencia Anual de Pasajeros |
| ---------------------------- | ---------------------------- | ---------------------------- | ---------------------------- | ---------------------------- | ---------------------------- |
| Año                          | Afluencia                    | A Diario                     | Ranking                      | Incremento                   | Ref.                         |
| 2023                         | 6,980,442                    | 19,124                       | 58°/195                      | +2.24%                       | [ 3 ]                        |
| 2022                         | 6,827,483                    | 18,705                       | 50°/195                      | +40.40%                      | [ 3 ]                        |
| 2021                         | 4,862,989                    | 13,323                       | 53°/195                      | -1.23%                       | [ 4 ]                        |
| 2020                         | 4,923,598                    | 13,452                       | 59°/195                      | -41.35%                      | [ 5 ]                        |
| 2019                         | 8,394,391                    | 22,998                       | 64°/195                      | -4.73%                       | [ 6 ]                        |
| 2018                         | 8,811,544                    | 24,141                       | 59°/195                      | -0.84%                       | [ 7 ]                        |
| 2017                         | 8,885,979                    | 24,345                       | 57°/195                      | -5.81%                       | [ 8 ]                        |
| 2016                         | 9,434,444                    | 25,777                       | 54°/195                      | -2.52%                       | [ 9 ]                        |
| 2015                         | 9,678,145                    | 26,515                       | 51°/195                      | -3.47%                       | [ 10 ]                       |
| 2014                         | 10,025,696                   | 27,467                       | 51°/195                      | -2.50%                       | [ 11 ]                       |

## Esquema de estación
| Nivel de calle | Acceso a la estación |

| Mezzanine | Taquillas y acceso al andén |

| Andén | Plataforma lateral, puertas abren a la derecha | Plataforma lateral, puertas abren a la derecha |
| Andén | Dirección Ciudad Azteca (Oriente)              | ← hacia Tepito                                 |
| Andén | Dirección Buenavista (Sur)                     | hacia Garibaldi/Lagunilla →                    |
| Andén | Plataforma lateral, puertas abren a la derecha |                                                |

## Conectividad

### Salidas
- Nororiente: Eje 1 Norte Av. Ignacio López Rayón casi esquina con Jesús Carranza, Colonia Morelos.
- Suroriente: Eje 1 Norte Av. Ignacio López Rayón casi esquina con República de Argentina, Colonia Centro.
- Norponiente: Eje 1 Norte Av. Ignacio López Rayón casi esquina con Peralvillo, Colonia Morelos.
- Surponiente: Eje 1 Norte Av. Ignacio López Rayón casi esquina con República de Brasil, Colonia Centro.

## Sitios de interés
- Plaza Santa Catarina
- Arena Coliseo
- Galería José María Velasco